# John E. Willis
John E. Willis (...) è un astronomo statunitense.
Il Minor Planet Center gli accredita la scoperta dell'asteroide 1745 Ferguson effettuata il 17 settembre 1941.